# Cruria donovani
Cruria donovani là một loài bướm đêm trong họ Noctuidae.